# 10715 Nagler
10715 Nagler (1983 RL4) là một tiểu hành tinh vành đai chính được phát hiện ngày 11 tháng 9 năm 1983 bởi B. A. Skiff ở trạm Anderson Mesa thuộc Đài thiên văn Lowell.